# Milan Spasić
Milan Spasić (Beograd, 8. studenog 1909. – Boka kotorska, 17. travnja 1941.) bio je mornarički
poručnik Kraljevske jugoslavenske vojske, koji je za Travanjskog rata zajedno sa svojim kolegom Sergejom Mašerom raznio i potopio Razarač Zagreb da ne padne u ruke talijanskoj mornarici i pritom zajedno s Mašerom poginuo.

## Životopis
Milan Spasić je osnovno školovanje završio u rodnom Beogradu, tu je pohađao i gimnaziju koju je završio 1929. s odličnim uspjehom. 
Nakon toga upisao se u VII klasu Pomorske vojne akademije, koja je tada bila u Dubrovniku i trajala tri godine. Na Akademiji je ostao i na specijalizaciji za torpeda i mine.
U trenutku izbijanja kratkotrajnog Travanjskog rata 1941. godine Spasić je bio poručnik bojnog broda II. klase na tada jednom od najmodernijih
brodova jugoslavenske mornarice Razaraču Zagreb stacioniranom u luci Dobrota (uz razarače: Beograd i Ljubljana to je bio vrh mornarice). Na brodu je bio časnik zadužen za torpeda i mine.  
Razarač Zagreb, bio je cilj zračnog napada pet talijanskih bombardera već 6. travnja, ali kako je napad izvršen s velike visine - "Zagreb" nije pretrpio nikakva 
oštećenja. "Zagreb" je ostao neoštećen i za sljedećeg zračnog napada 13. travnja. Već 15. travnja demoralizirana i razbijena Kraljevska jugoslavenska vojska zatražila je primirje. Posadama brodova stacioniranim u Boki kotorskoj naloženo je da ne otvaraju vatru na osovinske snage, te da brodove i svoju opremu mirno predaju osovinskim snagama, strogo im je naređeno da ih ne uništavaju. Veći dio mornara iskrcan je na kopno.
Već 17. travnja u Boku kotorsku počele su ulaziti talijanske snage, tad je i preostalim članovima posade Razarača Zagreb oko 14 h, toga dana 
naređeno da napuste brod.
No Spasić je zajedno sa svojim školskim kolegom poručnikom Sergejom Mašerom odlučio (izgleda bez nekog prethodnog razrađenog plana) odbiti naredbu 
svog prepostavljenog zapovjednika i ostao je na brodu, - koji su nešto kasnije minirali običnim štapinima i potopili, ali uz najveću moguću žrtvu - vlastiti život. 
Nakon dvije eksplozije - Razarač Zagreb teško oštećen potonuo je na plitko dno. Sljedećeg dana, ribari su u moru pronašli leš Milana Spasića, on je sahranjen 
19. travnja 1941. na mornaričkom groblju u Savini pokraj Herceg Novog zajedno s Mašerom (njegov leš nije pronađen). Na njihov posljednji ispraćaj došli su brojni stanovnici, ali i odred talijanske vojske, - koji su bili impresionirani herojstvom Milana Spasića i Sergeja Mašere te su ih ispratili uz uobičajene vojne počasti.

## Spasić i Mašera nakon smrti
Taj romantičarski čin, nalik na antičke junake poput Leonide, mladih jugoslavenskih časnika, izazvao je i veliku pozornost 
britanskih tiskanih medija - koji su puno pisali o tom činu. Britanci su već 1942. u krugu svojih vojarni na Malti podigli spomen 
ploču posvećenu Mašeri i Spasiću.Britanski publicist David Divine, je u svojoj knjizi “Navies in Exile“ (London : John Murray, 1944.) posebno istakao podvig Spsića i Mašere. 
Oni i njihov čin su nakon Drugog svjetskog rata divinizirani ali gotovo isključivo po Zapadnoj Europi. 
U FNR Jugoslaviji se o tom činu prvih poratnih godina - uopće nije ništa govorilo, pisalo a ni znalo, - oni se valjda nisu uklapali u ideološki obrazac da su jedino komunisti imali ispravnu koncepciju i patriotsku svijest za otpor okupatorima, a Spasić i Mašera se nikako nisu uklapali u taj kalup - jer kako objasniti da su časnici kraljevske vojske (kralj Petar II. je upravo tih godina optuživan za kolaboraciju s okupatorima preko četnika) bili u stanju napraviti takav čin. O njima se počelo pisati tek 1960-ih nakon demokratizacije zemlje (Privredna reforma 1964.). Francuzi su snimili 1968. igrani film Flammes sur l'Adriatique (Plamen nad Jadranom), posvećen tom događaju po scenariju Meše Selimovića u režiji Alexandra Astruca i Stjepana Čikeša.

Na valu tih procesa i proglašeni narodnim herojima SFR Jugoslavije ukazom predsjednika Tita 10. rujna 1973. godine, povodom 30 obljetnice osnutka JRM.Nakon toga Spasić i Mašera dobili su po neku ulicu u većim jugoslavenskim gradovima. 
U Tivtu im je podignut spomenik u gradskom parku. Danas se po njima zove hostel i đački dom pored Kotora.

## Pogledajte i ovo
- Sergej Mašera
- Razarač Zagreb

## Vanjske poveznice
- Biografija Spasića na portalu Narodni heroji Jugoslavije
- Spasić i Mašera - put ka besmrtnosti, na portalu Brodovi.net  Arhivirana inačica izvorne stranice od 14. prosinca 2009. (Wayback Machine)